# Heterochondria pillaii
Heterochondria pillaii – gatunek widłonoga z rodziny Chondracanthidae. Opisał go w 1970 roku zoolog Ju-shey Ho. 